# Tomb Raider: The Last Revelation
Tomb Raider: The Last Revelation (también conocido como Tomb Raider IV: The Last Revelation) es un videojuego de acción-aventura de disparos en tercera persona desarrollado por Core Design y distribuido por Eidos Interactive. Fue lanzado por primera vez para PlayStation y Microsoft Windows en 1999, luego en Dreamcast y Mac OS al año siguiente. Es la cuarta entrega de la serie Tomb Raider. La narración sigue a la arqueóloga y aventurera Lara Croft mientras corre para encarcelar al egipcio Set después de celebrarlo accidentalmente. El juego presenta a Lara navegando por niveles divididos en múltiples áreas y complejos de habitaciones, luchando contra enemigos y resolviendo acertijos para progresar.
La producción de The Last Revelation comenzó en 1998. Debido a la tensión de desarrollar títulos de Tomb Raider sin parar desde 1996, y la fatiga general, con el personaje, el personal de Core Design escribió la narrativa para terminar con la muerte de Lara. Si bien se utilizó el mismo motor básico, se diseñó ampliamente para obtener mejores gráficos y un comportamiento más inteligente de los enemigos. La versión de Dreamcast surgió otras el final del acuerdo de exclusividad de Sony con Eidos. la música fue compuesta por Peter Connelly en su primer primer gran trabajo en la serie.
La recepción del juego fue generalmente positiva, y muchos lo elogiaron como un regreso a la forma, pero notaron la falta de innovación Importante. Varios críticos sintieron que la serie se estaba volviendo obsoleta. El port de Dreamcast fue generalmente criticado por su pobre rendimiento técnico, en comparación con otras plataformas. A partir de 2009, The Last Revelation fue el cuarto título más vendido de Tomb Raider Con más de 5 millones de copias vendidas en todo el mundo. Eidos insistió en que la serie continuara, y dos títulos más de Tomb Raider comenzaron a producirse al mismo tiempo; Tomb Raider: Chronicles para las mismas plataformas que The Last Revelation y Tomb Raider: El ángel de la oscuridad para la próxima generación de consolas. Se incluye una versión remasterizada del juego en Tomb Raider IV-VI Remastered, que se lanzó el 14 de febrero de 2025.

## Historia
La historia comienza hace quince años atrás, en 1984, con una Lara Croft de 16 años de edad, acompañada por su antiguo mentor, Werner Von Croy. Juntos viajan al templo de Angkor Wat en Camboya con la esperanza de encontrar el mítico Iris. La expedición terminó en desastre cuando Von Croy activó una trampa en la que quedó atrapado, y Lara tuvo que abandonarlo para evitar el mismo destino. Von Croy sobrevivió, pero el incidente causó un rencor entre ellos que perduró durante años.
Cuenta una antigua leyenda egipcia que el malvado dios Seth fue víctima del engaño y hecho prisionero en una remota tumba en el Valle de los Reyes, advirtiendo que Seth volverá para vengarse.
Mucho después de lo sucedido en Camboya, durante una exploración en el Valle de los Reyes, Lara Croft descubre la tumba de Seth y, sin saberlo, lo libera desatando su antiguo mal al coger del pecho del sarcófago de Seth el Amuleto de Horus, el Ankh, cumpliéndose así la profecía que amenaza con destruir a la humanidad y someterla a la oscuridad eterna. Por ello, Lara deberá revertir el daño causado y encerrar de nuevo al dios Seth para siempre en las profundidades de la gran pirámide, con la ayuda indirecta del dios Horus, resolviendo cualquier cantidad de acertijos y reuniendo las piezas necesarias para lograrlo.

## El juego
El motor del juego experimentó un cambio notable respecto a las ediciones anteriores y fue capaz de ofrecer unos novedosos efectos de luces y sombras. Los escenarios están mucho más detallados, con una mayor variedad de texturas y formas. Además, se mejoró notablemente el modelo gráfico de Lara.
Podremos recorrer templos mitológicos, pirámides, cuevas, etc. y todos ellos caracterizados por una enorme amplitud.
Lara realiza nuevos movimientos, como agarrarse a cuerdas que penden del techo y balancearse con ellas, por lo que pueden ser usadas para cruzar grandes precipicios. Lara también puede subir y bajar por cuerdas y postes, y a diferencia de las anteriores ediciones, Lara puede doblar esquinas cuando está colgada de un saliente.
En este juego, Lara tiene la posibilidad de volver a algunos niveles anteriores, al no tener todos un orden lineal, convirtiéndose en el primero de la saga en implementar este cambio. También tiene la opción de tomar varias rutas diferentes dentro de un mismo nivel, cada uno con diferentes desafíos.
En el inventario, que ahora está colocado en línea, algunos artículos pueden combinarse para formar objetos nuevos, con el fin de resolver puzles o mejorar las armas.
La modalidad de este juego incluye 70 secretos por descubrir durante toda la historia: 8 Cráneos Dorados en Angkor Wat y el resto en Lugares Específicos esparcidos en las siguientes etapas, que guardan objetos y diferentes municiones.
Como armas nuevas, Lara tendrá un revólver con mira telescópica, muy eficaz contra los enemigos. Cuando se combina con la mirilla láser, el jugador puede usarlo para apuntar a objetivos específicos. Lara también tendrá una ballesta con munición normal, venenosa y explosiva. También se podrá combinar con la mirilla láser al igual que el revólver.

## Niveles
A diferencia de los anteriores juegos, esta nueva aventura de Lara se desarrolla íntegramente en Egipto con la excepción de tres niveles: El nivel de entrenamiento que transcurre en Camboya, La biblioteca perdida y La Vía del Tren del Desierto. Estos dos últimos niveles están inspirados en la biblioteca secreta de la Alcazaba de Almería, y en el Desierto de Tabernas, también en la ciudad española de Almería.

### Egipto

#### Valle de los Reyes
- Nivel 3. La Tumba de Seth/The Tomb of Seth
- Nivel 4. Cámaras de Enterramiento/Burial Chambers
- Nivel 5. Valle de los Reyes/Valley of the Kings
- Nivel 6. VR5/KV5

#### Karnak
- Nivel 7. El Templo de Karnak/Temple of Karnak
- Nivel 8. La gran sala hipóstila/The Great Hypostyle Hall
- Nivel 9. El lago Sagrado/The Sacred Lake
- Nivel 10. La Tumba de Semerkhet/Tomb of Semerkhet (Horus Priest)
- Nivel 11. Guardia de Semerkhet/Guardian of Semerkhet

#### Desierto del Este
- Nivel 12. Ferrocarril Desierto/Desert Railroad

#### Alejandría
- Nivel 13. Alejandría/Alexandría
- Nivel 14. Ruinas de la costa/Coastal Ruins
- Nivel 15. Catacumbas/Catacombs
- Nivel 16. Templo de Poseidón/Temple of Poseidon
- Nivel 17. La biblioteca perdida/The Lost Library
- Nivel 18. Bóvedas de la biblioteca/Hall of Demetruis
- Nivel 19. Faro, Templo de Isis/Pharos, Temple of Isis
- Nivel 20. Palacio de Cleopatra/Cleopatra's Palace

#### El Cairo
- Nivel 21. La ciudad de los muertos/City of the Dead
- Nivel 22. Cámaras de  Tulun/Chambers of Tulun
- Nivel 23. La puerta de la ciudadela/Citadel Gate
- Nivel 24. Trincheras/Trenches
- Nivel 25. Bazar callejero/Street Bazaar
- Nivel 26. Ciudadela/Citadel

#### Giza
- Nivel 27. El complejo de la Esfinge/Sphinx Complex
- Nivel 28. Bajo la Esfinge/Underneath the Sphinx
- Nivel 29. La Pirámide de Menkaure/Menkaure's Pyramid
- Nivel 30. El interior de la pirámide de Menkaure/Inside Menkaure's Pyramid
- Nivel 31. Las Mastabas/The Mastabas
- Nivel 32. La Gran Pirámide/The Great Pyramid
- Nivel 33. Las Pirámides de las Reinas de Khufu/Khufu's Queen Pyramids
- Nivel 34. El interior de la Gran Pirámide/Inside the Great Pyramid
- Nivel 35. El Templo de Horus/Temple of Horus

#### Nivel Especial The Times
- Nivel Especial: The Times Level

## Personajes
- Lara Croft: La protagonista del videojuego.
- Werner Von Croy: Nació en Viena, Austria en el año 1940. Su padre era el conservador del Museo de Viena, por lo que desde pequeño tuvo interés en el mundo de las antigüedades, comenzando expediciones a lo largo del planeta.
- Jean Yves: Viejo amigo de Lara, quien la ayuda en varias ocasiones en sus viajes, dándole información y guiándola a través de sus misiones.
- Dios Seth: Dios egipcio de la Oscuridad, de las malas cosechas y de las langostas, el que camina entre los chacales. Fue engañado por Horus para ser encarcelado en su tumba. Más tarde fue liberado por Lara Croft.
- Dios Horus: Primo de Seth, fue el que lo engañó para ser encerrado en su tumba.

## Arsenal
- Pistolas: Pistolas automáticas clásicas USP Táctica
- Ballesta: Arma efectiva a larga distancia (combinable con mira láser)
- Lanza Granadas: Es la misma que en Tomb Raider III pero esta tiene munición: Normal, Explosiva y Relámpago.
- Revolver: Revolver Silver Star Scout efectivo para enemigos cercanos (combinable con mira láser)
- Uzis: Efectivas cuando te atacan en masa.
- Escopeta: Efectiva frente a jefes y animales. Tarda en recargarse.
- Mira o Visor Láser: Facilita el tiro a largas distancias y es combinable con el revólver y la ballesta.
- Bengalas: Bengalas que facilitan la vista en zonas oscuras. A diferencia de las versiones anteriores de Tomb Raider estas son fosforecentes y más luminosas.
- Prismáticos o Binoculares: Facilitan la visión hacia lugares lejanos a tu posición. Incluye aumentar o disminuir el zum
- Botiquines Grandes y Pequeños: El Grande aumenta 100% mientras que el pequeño 50%
- Brújula: Indica el norte (camino que seguir) con la flecha roja.